# Badajsán
El Badajsán (en persa: بدخشان, en tadjik: Бадахшон) fue un antiguo país montañoso situado en la orilla izquierda del Amu Daria, donde nace el río Panj. Está dividido entre Tayikistán (el Pamir que forma el Alto Badajsán) y Afganistán (provincia de Badajsán y distrito anexo de Vaján). El río Kokča o Jirnab, afluente del Amu Daria, es el principal de la región y junto a él se hallan las principales ciudades, como la antigua capital Fayzabad y las villas de Jirm y Qeshm.
Su nombre derivaría de los badhajsh o balajsh, un tipo de rubí propio únicamente de esta región; otra teoría sugiere que los rubíes cogieron el nombre del país (Balajsh). Las minas de rubíes se encuentran de hecho fuera de los límites estrictos de la región, en el Xughnan, que antiguamente formaba un solo territorio con el Badajsán. También hay minas de lapislázuli.
Se ha relacionado con Vandabanda, un distrito de Sogdiana mencionado por Claudio Ptolomeo, que indica que se encuentra entre las montañas del Caucasus (el Hindu Kush) y el Imaus (Himáleh) y que podría coincidir.

## Historia
Es mencionado por primera vez por los chinos en los siglos VII y VIII con el nombre de Po-t-totchoang-na o Pat-tok-ts'ong-na, o con el nombre de Pan-te o-shan o Pu-te o-shan y es descrito como parte del Tojaristán (chino Tuho-lo). El Tojaristán (estrictamente el país entre Balj y el Badajsán) tenía a menudo un sentido más amplio y abarcaba todos los territorios al este de Balj a los dos lados del Amu Daria.
El Tojaristán había sido poblado por los tocarios, que habían expulsado a los griegos de Bactriana en el siglo II, pero fueron expulsados a su vez en el siglo V por los heftalitas (o Haytal); en un documento legendario se encuentra la indicación de que el rey heftalita habría dado a un hijo Djirm y Badajsán. En el siglo VI el reino heftalita fue destruido por el kanato turco.
En tiempos de las primeras incursiones árabes, el soberano de Tojaristán (en el sentido amplio del término) ostentaba el título turco de yabghu (que los árabes denominaron djabghuya) y los príncipes de la zona (como el Badajsán) eran sus vasallos. No se sabe cuándo fue conquistado por los árabes; al-Tabari menciona una expedición a Kishm en el territorio del djabghuya en 736. Según Yakubim Djirm, el Badajsán estaba al límite de las posesiones musulmanas y menciona un rey llamado Jumar Beg, rey de Shikinan y Badhajshanan. Al-Istajri menciona el país como «territorio de Abu Fath», seguramente el territorio del príncipe Abu'l-Fath al-Yaftali, padre de Abu Nasr, que combatió contra Karategin, general samánida muerto el 951/952. 
En el siglo XI se sabe que se introdujo la doctrina ismailita, obra del poeta Nasir-i Khusraw, y todavía hoy queda un territorio ismailita en la región. En la segunda mitad del siglo XII, pasó a dominio de una rama colateral de los gúridas con sede en Bamiyán, depuesta a comienzos del siglo XIII por los jorezmitas. Los mongoles no penetraron en la región y hasta el siglo XV quedó en poder de la dinastía autóctona que la leyenda hace remontar a Alejandro Magno. La dinastía resistió los intentos de los timúridas de ocupar el país y sólo después de fuertes luchas se sometieron nominalmente.
Finalmente el bisnieto de Tamerlán, Abu Said ben Muhammad ben Miranshah ben Timur, anexionó el país. El último soberano fue Muhammad Badajshí, que se sometió sin resistencia al ejército enviado por el sultán y se estableció en Herat, pero su hijo tuvo que huir a Kasgar. El principado de Badajsán fue entregado a Abu Bakr Mirza, hijo de Abu Said, pero el príncipe refugiado en Kasgar volvió y lo expulsó y el país tuvo que volver a ser conquistado. Muhammad Badajshí fue ejecutado (1466 o 1467) y Abu Bakr restaurado.
Abu Bakr fue sucedido por su hermano Sultan Mahmud Mirza, príncipe de Hisor, y quedó unido en este territorio; Mahmud gobernó después también en Samarcanda (1494-1495); a su muerte el hijo Baysunkur Mirza fue proclamado en Samarcanda y el hijo grande recibió Hisar (que ya gobernaba en vida del padre). Baysunkur fue asesinado en 1499 por su gobernador de Kunduz, Khusraw Shah que de hecho ejerció el poder soberano hasta 1504 cuando Hisar y Kunduz fueron conquistados por los uzbecos. El país reaccionó contra el dominio uzbeco con un levantamiento nacional, dirigido por Mubarak Shah y Zubayr Raghi, que tuvieron como cuartel general la fortaleza que denominaron Kala-i Zafar (Fortín de la Victoria); los uzbecos fueron rechazados y el príncipe timúrida Nasir Mirza, hermano de Babur, llamado en ayuda contra los uzbecos, fue proclamado rey en febrero de 1505. Al cabo de dos años, empero, debido a divergencias con los jefes rebeldes, fue expulsado del trono. En 1508, Sultan Ways Mirza (conocido como Mirza Kan), hijo del sultán Mahmud Mirza, se presentó en el país (con consentimiento de Babur) y fue recibido en Kala-y Zafar, donde Mubarak Kan había muerto hacía poco a manos de Zubayr Raghi. Este se negó a reconocer a Wais Mirza como soberano y fue asesinado; entonces entraron al país los ismailíes de Kuhistán, acaudillados por Radi al-Din, y se apoderaron de la mayor parte del país. Pero, en la primavera de 1509, Radi al-Din murió en una batalla y su cabeza enviada a Wais Mirza, que estaba en Kala-i Zafar.